# 007 : Le monde ne suffit pas
007 : Le monde ne suffit pas (007: The World Is Not Enough) est un jeu vidéo de tir à la première personne sorti en 2000 sur Nintendo 64 et PlayStation. Le jeu a été développé par Eurocom sur Nintendo 64 et par Black Ops Entertainment sur PlayStation, et édité par EA Games.
Il a été porté sur Game Boy Color en 2001 par 2n Productions sous la forme d'un jeu d'action.
Le jeu met en scène James Bond et s'inspire du film Le monde ne suffit pas sorti en 1999. 

## Synopsis
007 : Le monde ne suffit pas reprend la trame du film Le monde ne suffit pas. Un agent du MI6 a été assassiné et un rapport secret des services russes à l’énergie atomique lui a été subtilisé. Un vieil ami de M, Sir Robert King, a acheté accidentellement le document volé, croyant qu’il s’agissait d’informations sur les terroristes qui ont attaqué son pipeline au Kazakhstan. Pendant ce temps, un banquier suisse nommé Lachaise, jouant le rôle d’intermédiaire dans cette affaire, a proposé de rembourser Sir Robert King. James Bond doit le rencontrer, découvrir qui a tué l’agent 009 et récupérer l’argent.

## Système de jeu
007 : Le monde ne suffit pas est un jeu de tir à la première personne qui alterne entre phases de tir et phases d'infiltration sans armes, bien que certaines missions peuvent mélanger les deux facettes. Le jeu comporte 14 missions et trois niveaux de difficultés. Le joueur a accès à des gadgets variés, inspirés des films et souvent indispensables pour réussir ses missions.

## Accueil

### Critiques de la version Nintendo 64
La version Nintendo 64 de 007 : Le monde ne suffit pas reçoit un accueil positif de la critique spécialisée. Il obtient un score de 81 % sur Metacritic sur la base de 16 critiques.
Jeuxvideo.com estime que le mode solo se distingue par des niveaux variés aux objectifs intéressants. Il considère toutefois que la difficulté est trop faible en raison de l'intelligence artificielle des ennemis jugée perfectible. Concernant le mode multijoueur, il reproche le manque d'intérêt des niveaux proposées et déplore le manque de paramètres de personnalisation.

### Critiques de la version PlayStation
La version PlayStation de 007 : Le monde ne suffit pas reçoit un accueil mitigé de la critique spécialisée. Il obtient un score de 61 % sur Metacritic sur la base de 11 critiques.